# Sialia sialis
El azulejo gorjicanelo, azulejo garganta canela o pájaro azul del este (Sialia  sialis) es un ave que habita desde una amplia región al oriente de Norteamérica y las Bermudas hasta Honduras y Nicaragua, en zonas boscosas abiertas, plantaciones y huertos.

## Descripción
Mide en promedio 18 cm de longitud. El macho adulto es de color azul brillante en la parte superior, alas y cola, mientras que su garganta y pecho son de color castaño rojizo. La hembra adulta tiene alas y cola azul claro, cuello y pecho castaños y corona gris azulada. El vientre de todos los adultos es blanco.

## Alimentación

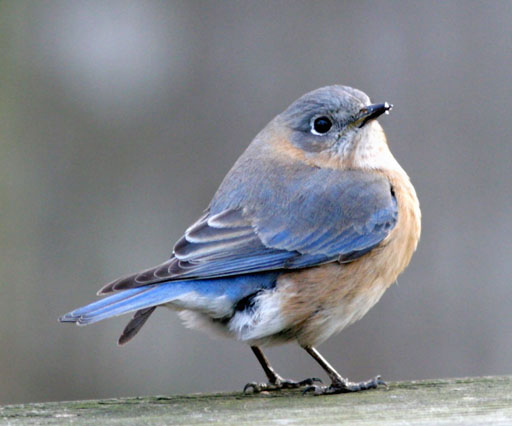
Hembra.

Aproximadamente las dos terceras partes de su dieta provienen de la acción humana, principalmente cultivos y el resto son frutos silvestres e insectos como saltamontes, grillos y escarabajos, arañas, ciempiés, lombrices de tierra y caracoles. Las semillas preferidas del invierno incluyen las de cornizuleo, espino majuelo, uvas, zumaque y almez de Virginia. Adicionalmente comen frutos moras, fayas, madreselvas, parra de Virginia, cedro rojo, y el ombú. Observan desde un punto alto para localizar la comida y luego caen a tierra para tomarla. La migración durante el invierno depende de la disponibilidad o no de alimentos y si hay disponibles se quedan agrupándose en bandas.

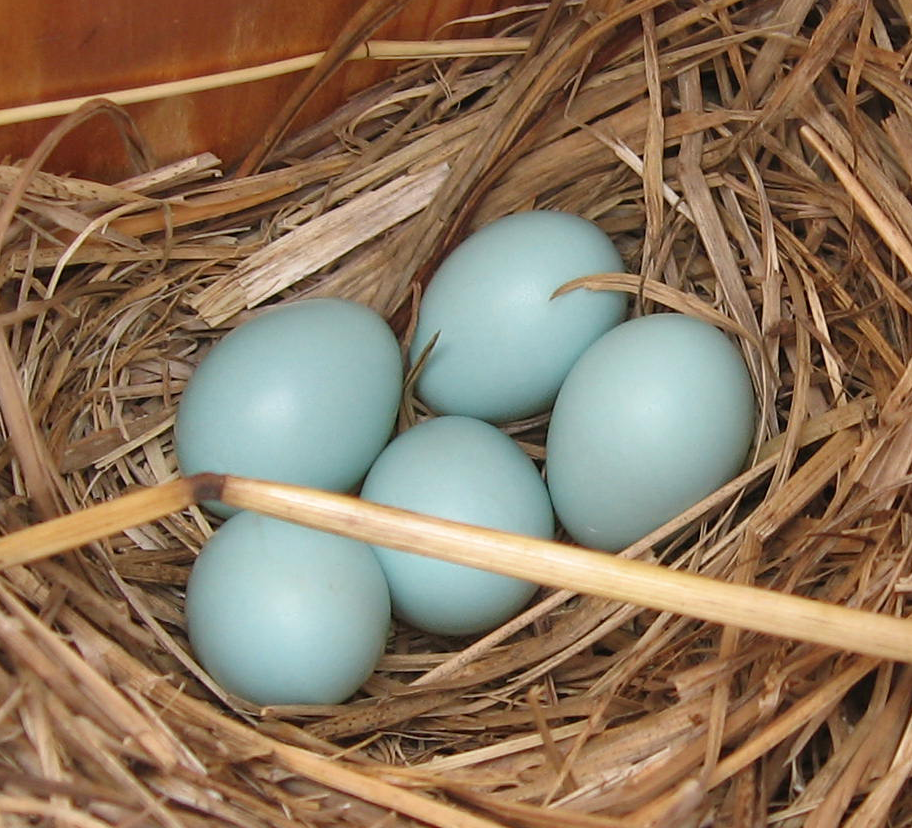
Huevos de azulejo gorjicanelo.

## Reproducción
Se reproduce en el norte dos veces al año, en el sur del país tres veces. La hembra construye un nido en un árbol o una simple cavidad. Pone de tres a siete huevos de color azul, que son incubados durante 12 a 14 días. Ambos padres alimentan a los polluelos durante 14 a 20 días.
El llamado del macho incluye suaves trinos de yeew o chir-wi o un canto melodioso chiti WEEW wewidoo (Sibley, 2000).

## Estado de conservación
La población descendió desde comienzos del siglo XX y llegó a un estado crítico a mediados de siglo debido a:
1. Destrucción del hábitat (destrucción de campos y de los sitios de anidamiento, como árboles secos o con cavidades).
2. Uso de pesticidas
3. Ataque a los nidos por depredadores.

Una activa red de entusiastas del pájaro se desplegó con éxito para protegerlos y defender sus sitios de anidamiento. En varios estados su número está ahora aumentando gracias a ellos. En Bermuda está en peligro de extinción.
Es el ave emblemática de los estados de Misuri y Nueva York.